# 虎豹小霸王
是一部於1969年上映的美國西部電影，由喬治·羅伊·希爾執導，威廉·戈德曼编剧（他凭此片获得奥斯卡最佳原创剧本奖）。本片大致参照真实事件，讲述了旧西部的歹徒罗伯特·勒罗伊·帕克，假名“布屈·卡西迪”（保羅·紐曼饰）和哈利·阿朗佐·隆格巴，绰号“日舞小子”（勞勃·瑞福飾）一起逃亡至玻利维亚，以继续他们成功的犯罪生涯。该电影因其“文化上、历史上或美学上有重要意义”，于2003年被美国國會圖書館收入國家影片登記部的保护储藏名单中。

## 劇情簡介
布屈·卡西迪和日舞小子是一对强盗搭档，影片开始时日舞小子玩纸牌赢了钱，快走之前露了一手枪法。他们回到老窝遇上了内斗，原来有人认为自己才是老大，结果布屈用鬼点子一招赢了他，而布屈也同意那人抢火车的主意。布屈和小子带领手下们成功抢劫了火车，带走了现金，镇上的警长也拿他们两人没有办法。没过多久，当他们再次抢劫火车时，发现一节特殊车厢内全都是邮政公司从各地招来的高手，他们只能赶快逃跑。好不容易在常去的酒吧落了脚，结果看门人告密，他们又继续逃亡。两人来到日舞小子的情人艾塔·普萊斯的家中，从报纸上发现原来自己已经被一队警察追踪。商量之后，他们遵照布屈的建议来到玻利维亚。
在玻利维亚他们没有别的谋生手段，还是继续干起抢银行的勾当。不过由于感觉到自己被人盯上，他们更换了工作，到矿上当保镖。结果在取款的时候遭遇歹徒，老板被人打死了。由于劝导他们金盆洗手失败，艾塔失望地一个人返回美国。在他们抢劫了一支运送工资的騾队以后，两人由于騾身上的印记暴露了行踪，遭到军警包围。就在两人互相开玩笑，相约去澳大利亚的时候，门外已经被数百士兵包围。当他们冲出来时，迎接他们的只有死亡。

## 提名及獲獎
- 第42屆奧斯卡金像獎
  - 提名：最佳影片、最佳導演、最佳混音
  - 獲獎：最佳攝影、最佳原創劇本、最佳配樂、最佳歌曲

## 影响
著名独立电影节日舞影展（Sundance Film Festival）得名于此片中的角色日舞小子（Sundance Kid，音译为聖丹斯小子）。

## 外部連結
- 開眼電影網上《虎豹小霸王》的資料（繁體中文）
- 豆瓣电影上《虎豹小霸王》的資料 （简体中文）
- 时光网上《虎豹小霸王》的資料（简体中文）
- AllMovie上《虎豹小霸王》的资料（英文）
- 爛番茄上《虎豹小霸王》的資料（英文）
- Box Office Mojo上《虎豹小霸王》的資料（英文）
- Metacritic上《虎豹小霸王》的資料（英文）
- 互联网电影数据库（IMDb）上《虎豹小霸王》的资料（英文）